# Coonoor
Coonoor (en tamil: குன்னூர் ) es una localidad de la India en el distrito de Nilgiris, estado de Tamil Nadu.

## Geografía
Se encuentra a una altitud de 1755 m s. n. m. a 479 km de la capital estatal, Chennai, en la zona horaria UTC +5:30.

## Demografía
Según estimación 2010 contaba con una población de 50 884 habitantes.